# Сен-Гилен
Сен-Гиле́н (фр. Saint-Ghislain, валлон. Sint-Guilin, пикард. Saint-Guilagne) — коммуна в Валлонии, расположенная в провинции Эно, округ Монс. Принадлежит Французскому языковому сообществу Бельгии. На площади 70,18 км² проживают 22 466 человек (плотность населения — 320 чел./км²), из которых 47,31 % — мужчины и 52,69 % — женщины. Средний годовой доход на душу населения в 2003 году составлял 11 999 евро.
Почтовые коды: 7330—7334. Телефонный код: 065.

## Известные жители и уроженцы
- Йоханнес Окегем (около 1425—1497) — фламандский композитор, крупный представитель нидерландской школы.